# Terror erótico

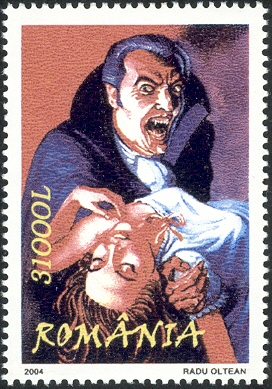
Drácula de Bram Stoker foi considerado um dos primeiros exemplos de terror erótico

Horror erótico, alternativamente chamado de erotismo sombrio, é um termo aplicado a obras de ficção nas quais imagens sensuais ou sexuais são misturadas com conotações ou elementos de história horríveis em prol da excitação sexual. A ficção de terror desse tipo é mais comum na literatura e no cinema. Os filmes de terror erótico são a base do terror espanhol e francês.

## Ero guru
Ero guro (エログロ), também conhecido como guro, é um gênero japonês de arte erótica que se concentra em uma mistura de erotismo com elementos grotescos e de terror. Originário da subcultura ero guro nansensu da era Shōwa, ganhou destaque na literatura popular do Japão nas décadas de 1920 e 1930, e apresenta regularmente cenas violentas como desmembramento, estripação, sangramento de olhos e úteros explodindo. Após o incidente Sada Abe de 1936, no qual uma mulher estrangulou e castrou seu amante por prazer sexual, a mídia ero guro enfrentou censura. Este tipo de erotismo ressurgiu no período pós-guerra, especialmente em mangá. Subgeneros posteriores de hentai seriam influenciados pelo ero guro, incluindo o hentai de tentáculos. No século XXI, o guro hentai ganhou popularidade nos Estados Unidos.

## Terror erótico feminino

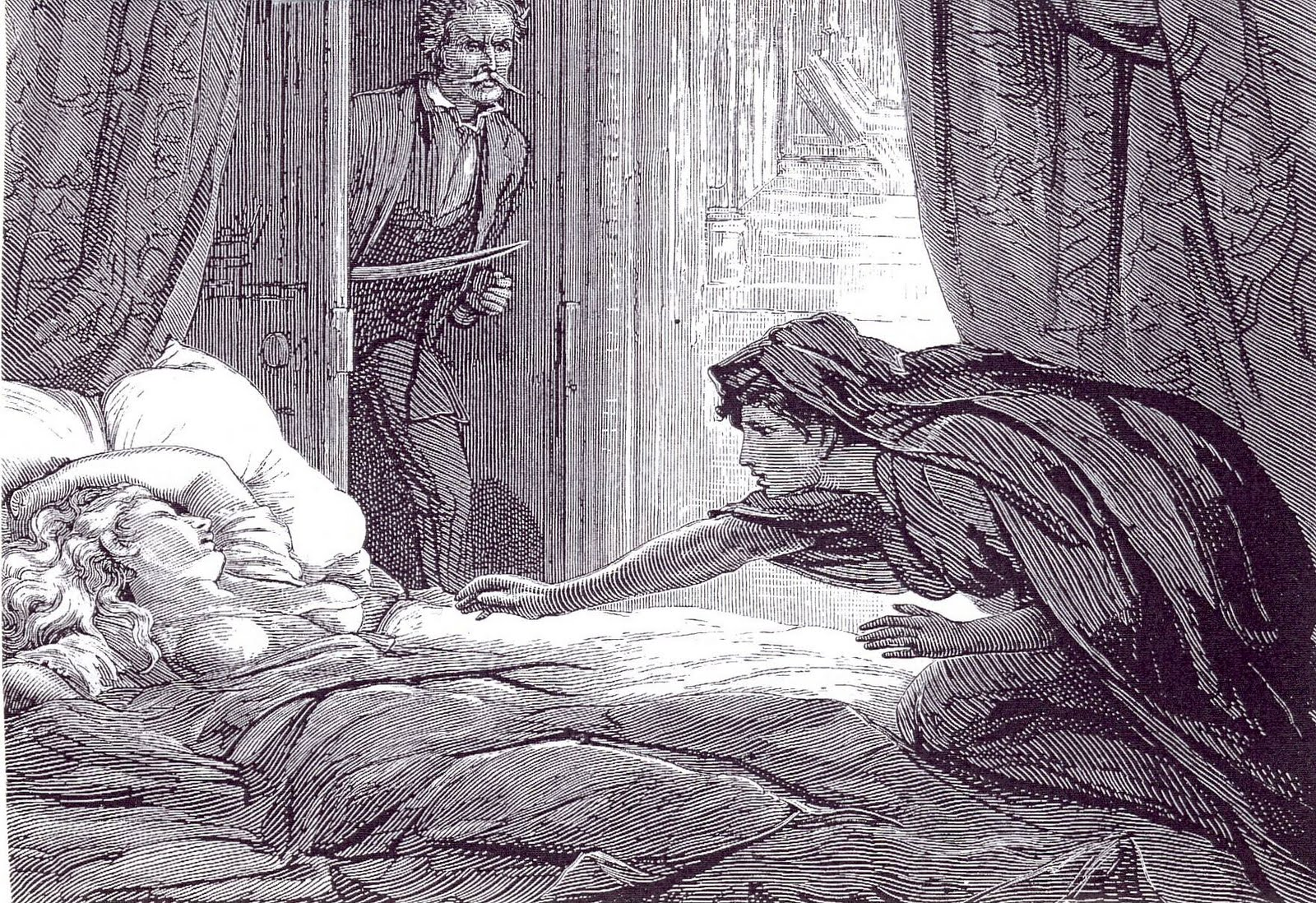
Carmilla de Sheridan Le Fanu é um exemplo de terror erótico lésbico

As feministas têm hesitado em aceitar o horror erótico, já que tanto o erótico quanto o horror têm sido locais de interesse do olhar masculino. A pornografia e o erotismo, por meio de um olhar não feminista, tratam muitas vezes da coerção das mulheres para que realizem atos sexuais com os quais não consentem. Além disso, a mídia de terror erótico escritos com estupro, cenas de sexo monstruosas ou a troca de dinâmicas de poder heterossexual não são aceitas por acadêmicas e ativistas feministas; estas formas de horror erótico não são consideradas transgressoras, fortalecedoras ou feministas. O horror feminino contemporâneo, entretanto, celebra o erótico e incentiva a combinação do horror com o erotismo, a fim de expressar o que aterroriza e excita as mulheres sem penalidades, ao mesmo tempo que enfatiza a autodeterminação e a escolha sexual.
Escritores e leitores de obras de terror erótico feminista as utilizam para se expressar como sujeito e objeto em um contexto de fantasia. Muitas obras de terror erótico feminista envolvem relacionamentos românticos com um monstro, como vampiros ou lobisomens, e/ou a reformulação de contos de fadas existentes para que as protagonistas femininas assumam o controle de seu próprio destino sexual. Esses relacionamentos românticos funcionam como uma lente para a transgressão desses diferentes monstros e uma celebração da rica diferença.
Embora o vampiro seja tradicionalmente entendido como um devorador masculino de mulheres, :158 as histórias eróticas modernas com mulheres vampiras são muitas vezes de natureza transgressora – as mulheres nessas histórias não se conformam com as expectativas sobre casamento, liberdade sexual ou desejo heterossexual – e podem ser entendidas como totalmente feministas. Várias dessas histórias apresentam a vampira lésbica, um tropo no qual o vampirismo e a identidade lésbica estão conectados. Na década de 1970, filmes eróticos de vampiras lésbicas (como Twins of Evil, de John Hough, 1971) projetavam a identidade lésbica e o vampirismo como interligados, e o público via ambos como elementos horripilantes. O horror erótico de vampiras lésbicas é um gênero diversificado, e as identidades lésbicas são construídas de várias maneiras diferentes: como membros de uma irmandade compartilhada, sexualmente violentas, sadomasoquistas ou apoiando distinções butch e femme. De modo mais geral, embora os primeiros trabalhos fossem limitantes, o horror erótico lésbico moderno transgride as concepções populares sobre como pode ser o desejo sexual apropriado e celebra a diferença.

## Erotismo de monstros

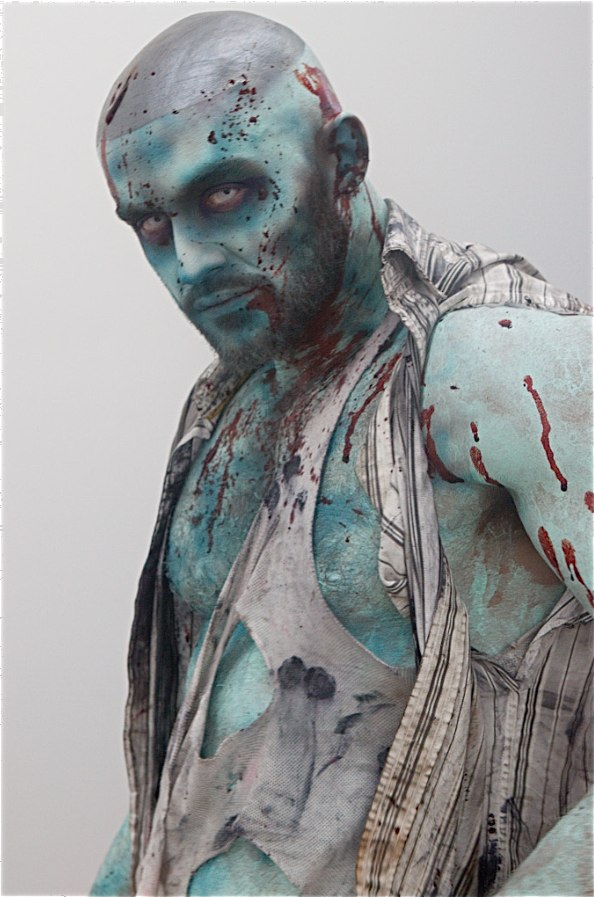
François Sagat no set de LA Zombie, um exemplo de pornografia zumbi

O erotismo de monstros, também conhecido como pornografia de monstros, é um gênero de arte erótica ou pornografia que apresenta encontros sexuais entre humanos e monstros. Monstros típicos do gênero incluem dinossauros e zumbis, bem como criaturas folclóricas ou míticas como criptídeos, vampiros ou lobisomens.
O erotismo com monstros é geralmente descrito como diferente da bestialidade, já que os monstros presentes são frequentemente inteligentes e sapientes; Dito isto, o estupro geralmente ocorre contra humanos no gênero. Após relatos da mídia em 2013 de que esses livros geralmente continham cenas de estupro, incesto e bestialidade, vários varejistas on-line removeram centenas de livros eróticos de monstros autopublicados de seus sites. Monstros eróticos também aparecem na mídia japonesa, com exemplos populares como o hentai de tentáculos. O erotismo de monstros às vezes apresenta temas cômicos ou irônicos, como as obras de Chuck Tingle.

### Vampiros
Os vampiros são conhecidos por serem ícones do terror erótico desde sua concepção, especialmente o Drácula de Bram Stoker, que inclui a sexualidade feminina explícita e o voyeurismo. Em diferentes iterações de histórias de vampiros, o vampiro é constantemente descrito como atraente e sexualmente sedutor para os humanos. As mordidas e a alimentação dos vampiros são frequentemente descritas como prazerosas e sexuais, como Violet Fenn observa em sua análise da alimentação do vampiro em Drácula: “sangue e luxúria são como um só”. Matar um vampiro também foi analisado como algo sexualmente carregado, pois requer empalamento ou penetração com uma estaca no coração. Andrew Green observa em sua análise que a linguagem usada por Stoker para a morte da vampira Lucy Westenra lembra a linguagem usada para descrever orgasmos.

## No filme

O design do Xenomorfo em Alien evoca intencionalmente imagens eróticas horripilantes

O terror erótico teve influências nos filmes de terror espanhóis, franceses, e americanos. As obras de Jean Rollin, como Le Viol du Vampire e Fascination, são consideradas filmes de terror erótico por excelência, misturando imagens profundamente sexuais com sangue. O cinema americano também apresentou notáveis franquias de filmes de terror erótico, como Candyman. Um exemplo de série britânica de filmes de terror erótico é Hellraiser. Alien apresenta imagens eróticas pesadas, com o design do Xenomorfo de H. R. Giger apresentando imagens fálicas e vaginais, destinadas a simbolizar a culpa patriarcal, bem como sexo, estupro e gravidez.
Filmes de terror corporal, como Crimes of the Future e Titane, foram comparados ao terror erótico.